# سیارک ۲۸۱۱
سیارک ۲۸۱۱ (به انگلیسی: 2811 Stremchovi، نامگذاری:1980JA) دو هزار و هشتصد و یازدهمین سیارک کشف شده‌است که در ۱۰ مه ۱۹۸۰ کشف شد.
قدر مطلق سیارک برابر ۱۱٫۹۰ است.